# Упсі Артур-Бернгард Йоганнесович
Артур-Бернгард Йоганнесович Упсі (12 квітня 1931, повіт Вирумаа, тепер Естонія — ?) — радянський естонський діяч, секретар ЦК КП Естонії. Член Бюро ЦК КП Естонії в 1979—1989 роках. Депутат Верховної ради Естонської РСР 8—11-го скликань. 

## Життєпис
З 1949 по 1950 рік служив у Радянській армії, був курсантом 4-ї військової школи в місті Калинковичі Поліської області Білоруської РСР.
У 1950 році — інструктор Вірумааського повітового комітету ЛКСМ Естонії в місті Раквере.
У 1950—1951 роках — завідувач відділу комунального господарства виконавчого комітету Ракверської міської ради депутатів трудящих.
У 1951—1954 роках — технічний керівник артілі «Вірулане» в місті Раквере.
У 1954—1955 роках — 2-й секретар, у 1955—1958 роках — 1-й секретар Раквереського районного комітету ЛКСМ Естонії.
Член КПРС з 1956 року.
У 1958—1959 роках — заступник голови виконавчого комітету Раквереської районної ради депутатів трудящих.
У 1959—1965 роках — 2-й секретар Раквереського районного комітету КП Естонії.
У 1965—1969 роках — інспектор відділу організаційно-партійної роботи ЦК КП Естонії.
У 1969 — січні 1979 року — 1-й секретар Раквереського районного комітету КП Естонії.
У 1976 році закінчив Ленінградську вищу партійну школу при ЦК КПРС.
19 січня 1979 — 1 вересня 1989 року — секретар ЦК КП Естонії з питань сільського господарства.
Потім — на пенсії.